# Cornelia Ionescu
Cornelia Ionescu (n. 23 decembrie 1953)  este un fost deputat român în legislatura 2000-2004, ales în județul Dâmbovița pe listele partidului PSD. Cornelia Ionescu l-a înlocuit pe deputatul Gheorghe Ana de la data de 1 septembrie 2004. Cornelia Ionescu este de profesie medic.